# 卡拉瓦乔圣母教堂
40°51′00″N 14°14′59″E / 40.850066°N 14.249632°E

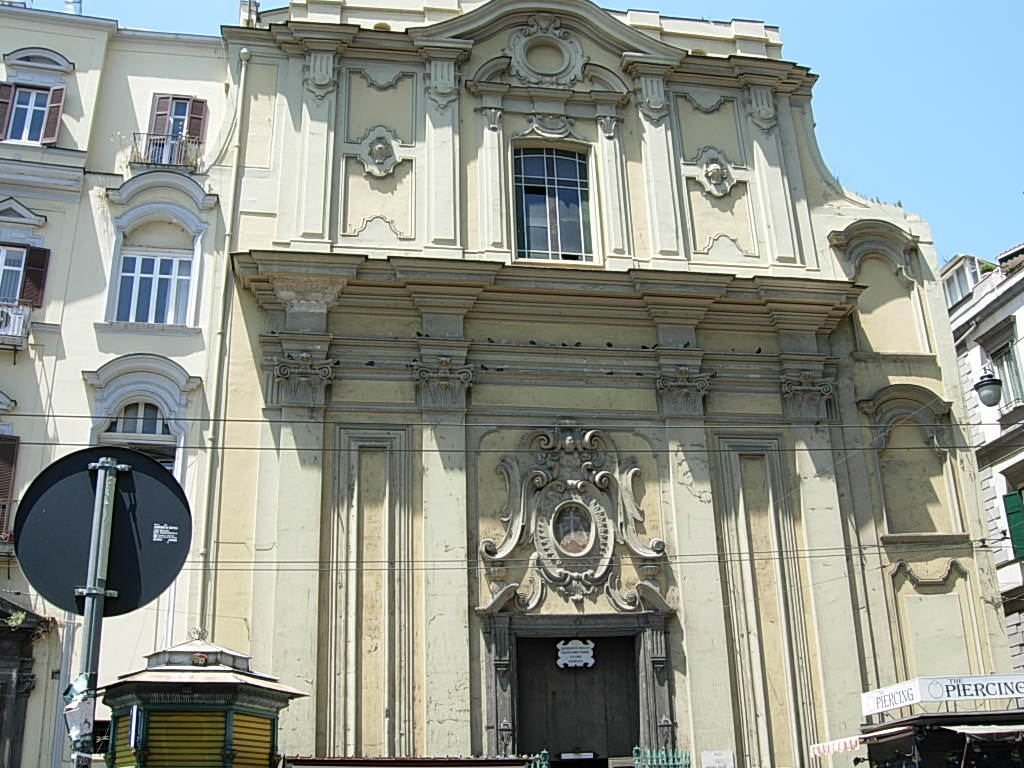
立面

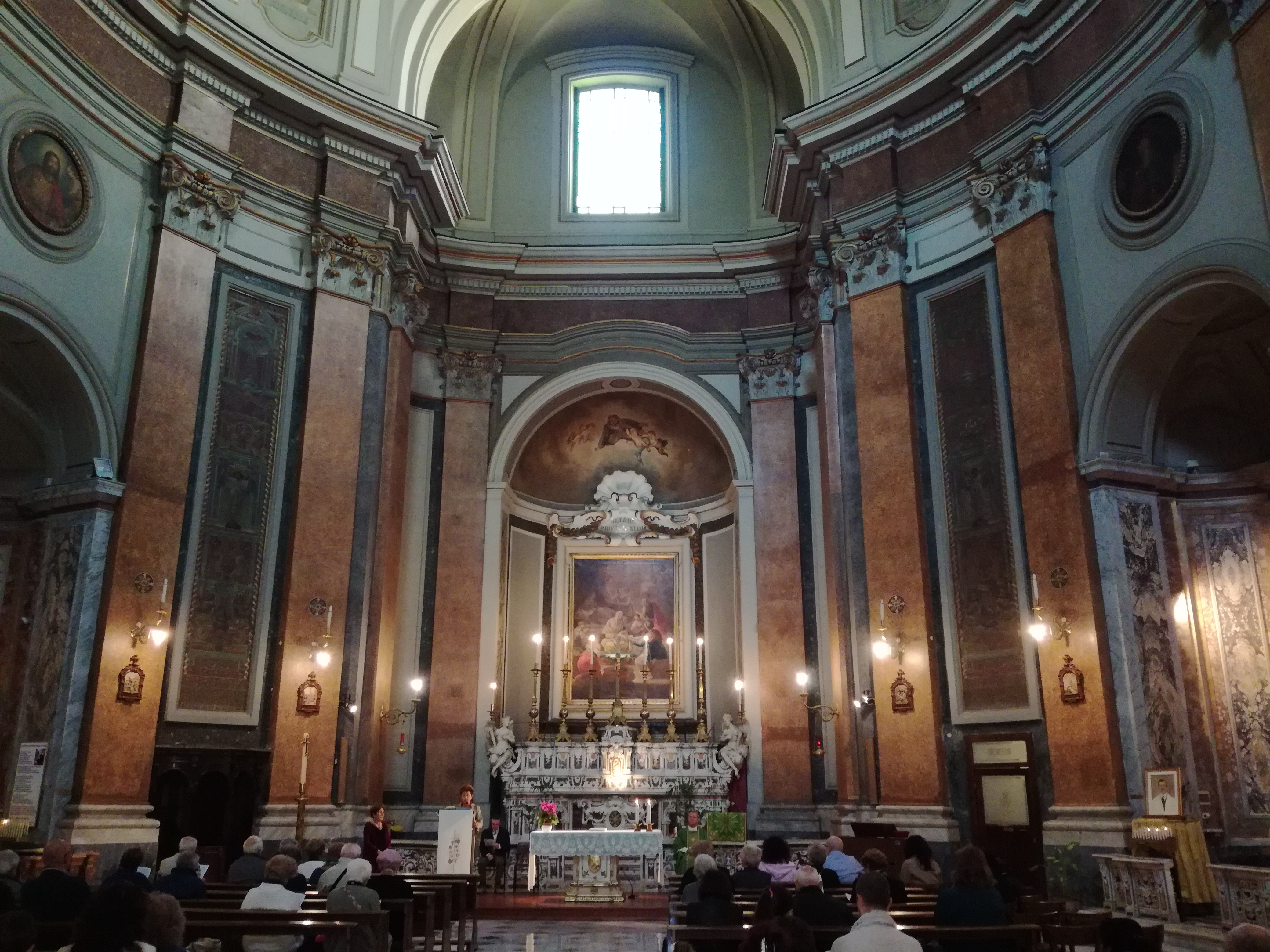
内部

卡拉瓦乔圣母教堂（Chiesa di Santa Maria di Caravaggio）是那不勒斯的一座教堂，位于但丁广场，建于1627年，由Felice Pignella捐资兴建。
这座教堂最初名为圣母圣诞，后来供奉卡拉瓦乔圣母。卡拉瓦乔是贝加莫省的一个村庄，1432年据称圣母在此显灵。
这座教堂只有一个走道，椭圆形。主祭坛是加埃塔诺·希甘特的画，描绘圣母诞生。 
在右侧有三个小堂：分别描绘了Francesco Solimena的《圣若瑟》、18世纪的《普罗维登斯的圣母》和Domenico Antonio Vaccaro的《下十字架》。
在左边也有三个小堂，分别是Luigi Scorrano的画撒加利亚的圣安多尼、真福比安奇墓，以及圣母七苦像，最后是卡拉瓦乔村圣母显灵。 

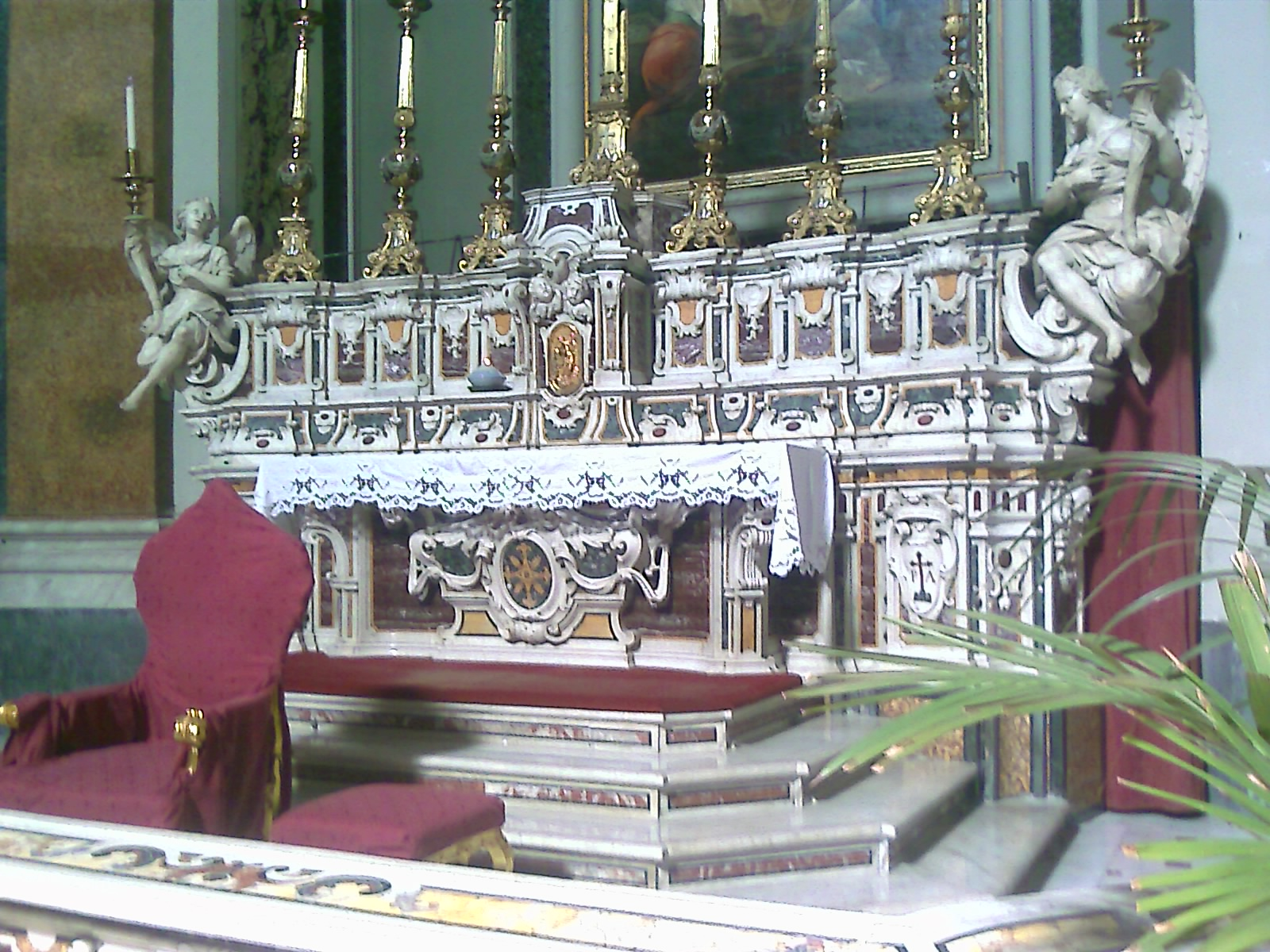
Altare